# Calosota turneri
Calosota turneri är en stekelart som beskrevs av Karl-Johan Hedqvist 1970. Calosota turneri ingår i släktet Calosota och familjen hoppglanssteklar.
Artens utbredningsområde är Namibia. Inga underarter finns listade.